# Marsa FC
Marsa Football Club ist ein maltesischer Fußballverein aus Marsa. Er wurde am 4. Januar 1920 gegründet und spielt derzeit in der 1. Division (2. Liga).

## Geschichte
Als der Verein kurz nach seiner Gründung erstmals am maltesischen Pokalwettbewerb teilnahm, der damals unter der Bezeichnung Cousis Shield ausgetragen wurde, traf er im Halbfinale auf die Sliema Wanderers und führte zur Pause mit 3:0. Diese unerwartet klare Führung veranlasste einige Spieler in der Pause, im Überschwang der Gefühle zusammen mit den Zuschauern einige Drinks zu sich zu nehmen, so dass die in der zweiten Halbzeit unter Alkoholeinfluss stehenden Spieler nicht mehr so ganz bei der Sache waren und das Spiel schließlich noch mit 3:4 verloren.
Der Verein spielte im ersten Jahr seiner Gründung in der First Division, die bis 1979 die höchste Klasse war. Im zweiten Jahr wurde der Verein trotz eines zweiten Platzes aus der 1. Liga ausgeschlossen.
Das Team spielte mehrere Jahre in der maltesischen Premier League. In der Saison 1970/71 erreichte der Verein durch einen zweiten Platz die Teilnahme am UEFA Cup.

## Namensänderungen
- 1920 – Marsa FC
- 1921 – Marsa United
- 1931 – Marsa FC

## Erfolge
- Meisterschaft
  - 2. Platz 1921, 1971

## Marsa in der Premier League
| Saison  | Platz |
| ------- | ----- |
| 1919/20 | 05.   |
| 1920/21 | 02.   |
| 1927/28 | 06.   |
| 1934/35 | 06.   |
| 1956/57 | 08.   |
| 1958/59 | 06.   |
| 1959/60 | 06.   |

| Saison  | Platz |
| ------- | ----- |
| 1960/61 | 08.   |
| 1970/71 | 02.   |
| 1971/72 | 07.   |
| 1972/73 | 08.   |
| 1973/74 | 06.   |
| 1974/75 | 07.   |
| 1975/76 | 09.   |

| Saison  | Platz |
| ------- | ----- |
| 1977/78 | 07.   |
| 1978/79 | 06.   |
| 1979/80 | 07.   |
| 1980/81 | 08.   |
| 1984/85 | 08.   |
| 2001/02 | 08.   |
| 2006/07 | 10.   |

## Europapokalbilanz
| Saison  | Wettbewerb | Runde    | Gegner         | Gesamt | Hin     | Rück    |
| ------- | ---------- | -------- | -------------- | ------ | ------- | ------- |
| 1971/72 | UEFA-Pokal | 1. Runde | Juventus Turin | 00:11  | 0:6 (H) | 0:5 (A) |

Gesamtbilanz: 2 Spiele, 2 Niederlagen, 0:11 Tore (Tordifferenz −11)